# 名山镇
名山镇，是中华人民共和国黑龙江省鹤岗市萝北县下辖的一个乡镇级行政单位。名山镇濒临黑龙江畔，西依名山，东连名山岛，南有哈萝公路，为边境口岸城镇。全镇总面积83平方公里，有耕地2.4万亩，以种植小麦、大豆、玉米为主。1990年正式建立萝北名山边境口岸，出口货物以轻工产品、农副产品为主。2019年被评为中国文化百强镇。

## 行政区划
名山镇下辖以下地区：
江红村、山江村、山河村和名山村。